# Puchar Danii w piłce siatkowej mężczyzn
Puchar Danii w piłce siatkowej mężczyzn (duń. Landspokalen) - cykliczne rozgrywki w piłce siatkowej organizowane corocznie przez Dansk Volleyball Forbund (DVBF) dla duńskich męskich drużyn klubowych. 
Rozgrywki o siatkarski Puchar Danii rozgrywane są od 1976 roku. Pierwszym zwycięzcą tych rozgrywek został klub Middelfart VK. Najwięcej razy (14) Puchar Danii zdobywała drużyna Holte IF.

## Finaliści
| Sezon     | Triumfator         | Finalista         |
| --------- | ------------------ | ----------------- |
| 1976      | Middelfart VK      | Helsingør KFUM    |
| 1977      | Middelfart VK      | Helsingør KFUM    |
| 1978      | VKV Gladsaxe       | Brøndby VK        |
| 1979      | VKV Gladsaxe       | –                 |
| 1980      | Middelfart VK      | –                 |
| 1981      | Holte IF           | –                 |
| 1982      | DHG Odense         | Skødstrup SF      |
| 1983      | Skødstrup SF       | –                 |
| 1984      | DHG Odense         | –                 |
| 1985      | DHG Odense         | Holte IF          |
| 1986      | Holte IF           | Holte IF II       |
| 1987      | Holte IF           | ASV Aarhus        |
| 1988      | Holte IF           | DHG Odense        |
| 1989      | Holte IF           | DHG Odense        |
| 1990      | Holte IF           | DHG Odense        |
| 1991      | Holte IF           | DHG Odense        |
| 1992      | Holte IF           | DHG Odense        |
| 1993      | Holte IF           | DHG Odense        |
| 1994      | Holte IF           | Sankt Jørgens VK  |
| 1995      | Holte IF           | DHG Odense        |
| 1996      | Holte IF           | Gentofte Volley   |
| 1997      | Holte IF           | Gentofte Volley   |
| 1998      | Aalborg HIK        | Holte IF          |
| 1999      | Aalborg HIK        | Holte IF          |
| 2000/2001 | Aalborg HIK        | DHG Odense        |
| 2001/2002 | Aalborg HIK        | Holte IF          |
| 2002/2003 | Holte IF           | Aalborg HIK       |
| 2003/2004 | Aalborg HIK        | DHG Odense        |
| 2004/2005 | Marienlyst Odense  | SK Århus          |
| 2005/2006 | Gentofte Volley    | SK Århus          |
| 2006/2007 | Gentofte Volley    | Middelfart VK     |
| 2007/2008 | Marienlyst Odense  | Middelfart VK     |
| 2008/2009 | Marienlyst Odense  | Aalborg HIK       |
| 2009/2010 | Gentofte Volley    | Marienlyst Odense |
| 2010/2011 | Marienlyst Odense  | Middelfart VK     |
| 2011/2012 | Marienlyst Odense  | Gentofte Volley   |
| 2012/2013 | Marienlyst Odense  | Spentrup IF       |
| 2013/2014 | Marienlyst Odense  | Gentofte Volley   |
| 2014/2015 | Gentofte Volley    | Marienlyst Odense |
| 2015/2016 | Marienlyst Odense  | Ishøj Volley      |
| 2016/2017 | Gentofte Volley    | Hvidovre VK       |
| 2017/2018 | Marienlyst Odense  | Gentofte Volley   |
| 2018/2019 | Gentofte Volley    | Hvidovre VK       |
| 2019/2020 | Gentofte Volley    | Marienlyst Odense |
| 2020/2021 | Middelfart VK      | Gentofte Volley   |
| 2021/2022 | Gentofte Volley    | Middelfart VK     |
| 2022/2023 | Marienlyst-Fortuna | VK Vestsjælland   |
| 2023/2024 | Odense Volleyball  | Nordenskov UIF    |
| 2024/2025 | Odense Volleyball  | Gentofte Volley   |

## Bilans klubów
| Klub              | Liczba zwycięstw |
| ----------------- | ---------------- |
| Holte IF          | 14               |
| Marienlyst Odense | 9                |
| Gentofte Volley   | 8                |
| Aalborg HIK       | 5                |
| Middelfart VK     | 4                |
| DHG Odense        | 3                |
| Odense Volleyball | 3                |
| VKV Gladsaxe      | 2                |
| Skødstrup SF      | 1                |

## Najbardziej wartościowi gracze (MVP)
- 2001/2002 – Jesper Madsen (Aalborg HIK)
- 2002/2003 – Mads Toubro (Holte IF)
- 2003/2004 – Mikkel Vestergaard (Aalborg HIK)
- 2004/2005 – Peter Lyck Hansen (Marienlyst Odense)
- 2005/2006 – Geovan Santos (Gentofte Volley)
- 2006/2007 – Geovan Santos (Gentofte Volley)
- 2007/2008 – Jordan Hove (Marienlyst Odense)
- 2008/2009 – Jordan Hove (Marienlyst Odense)
- 2009/2010 – Chris Kozlarek (Marienlyst Odense)
- 2010/2011 – Chris Kozlarek (Marienlyst Odense)
- 2011/2012 – Kasey Crider (Marienlyst Odense)
- 2012/2013 – Nikolai Haun (Spentrup IF)
- 2013/2014 – Sebastian Mikelsons (Gentofte Volley)
- 2014/2015 – Colin Carson (Gentofte Volley)
- 2015/2016 – Simon Bitsch (Marienlyst Odense)
- 2016/2017 – Peter Trolle Bonnesen (Gentofte Volley)
- 2017/2018 – Kristoffer Abell (Marienlyst Odense)
- 2018/2019 – Peter Trolle Bonnesen (Gentofte Volley)
- 2019/2020 – Sebastian Mikelsons (Gentofte Volley)
- 2020/2021 – Irvan Brar (Middelfart VK)
- 2021/2022 – Nick Mickelberry (Middelfart VK)
- 2022/2023 – Sigurd Varming (Marienlyst-Fortuna)
- 2023/2024 – Nikolaj Hjorth (Odense Volleyball)
- 2024/2025 – Sigurd Varming (Odense Volleyball)